# Myobiomima longimana
Myobiomima longimana är en tvåvingeart som beskrevs av Townsend 1926. Myobiomima longimana ingår i släktet Myobiomima och familjen parasitflugor. Inga underarter finns listade i Catalogue of Life.